# هنري تي فلبس
هنري تي فلبس (بالإنجليزية: Henry T. Phelps)‏ هو مهندس معماري أمريكي، ولد في 25 أغسطس 1871 في Anacua, Texas ‏ في الولايات المتحدة، وتوفي في 4 ديسمبر 1944 في سان أنطونيو في الولايات المتحدة بسبب نوبة قلبية.